# Idvattnet, Lappland

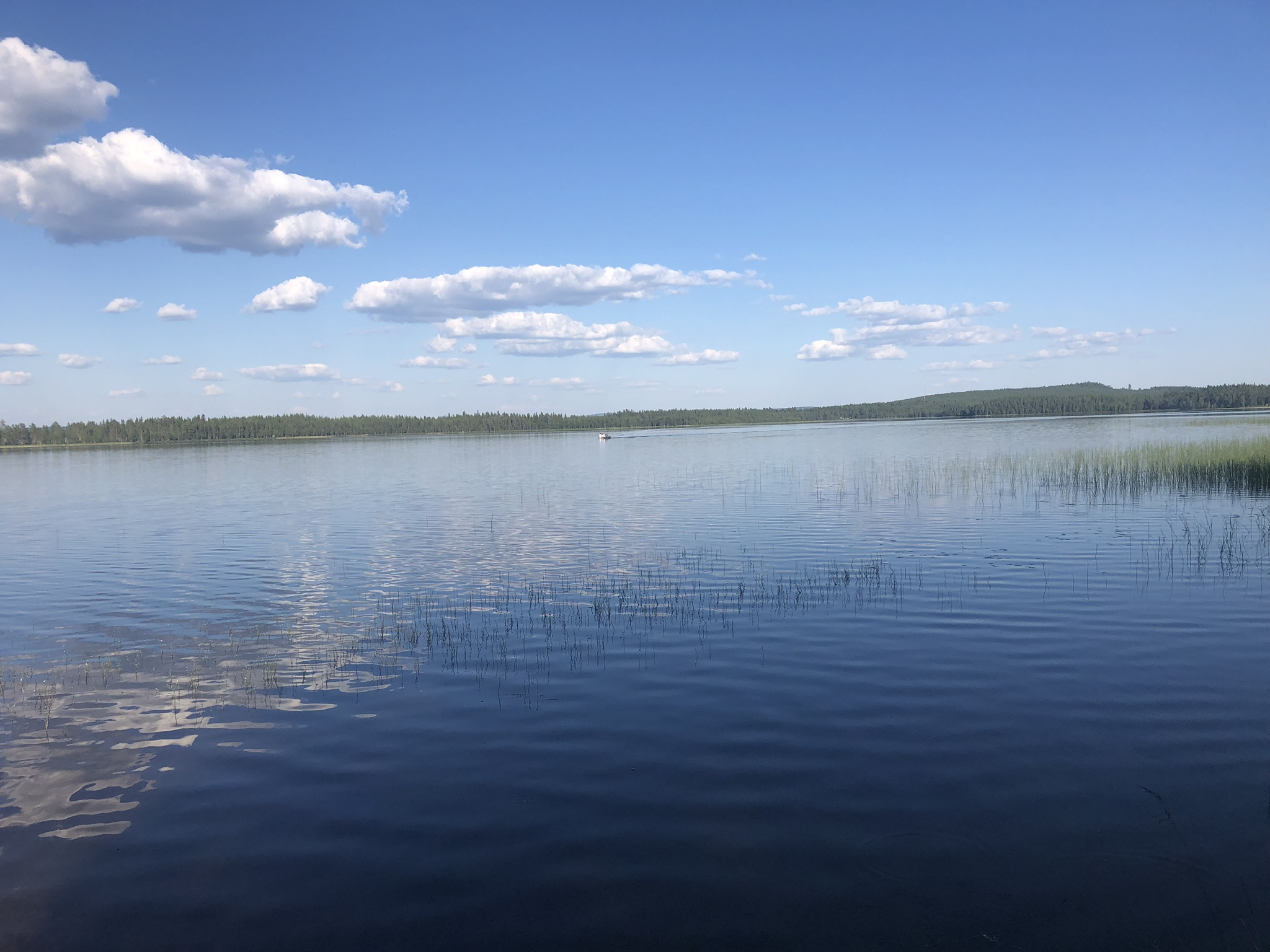

Idvattnet är en sjö i Vilhelmina kommun i Lappland och ingår i Ångermanälvens huvudavrinningsområde. Sjön har en area på 1,76 kvadratkilometer och ligger 343,9 meter över havet. Sjön avvattnas av vattendraget Torvsjöån. Sjön ligger vid byn som bär samma namn.

## Delavrinningsområde
Idvattnet ingår i det delavrinningsområde (715000-156160) som SMHI kallar för Utloppet av Idvattnet. Medelhöjden är 364 meter över havet och ytan är 13,52 kvadratkilometer. Räknas de 7 avrinningsområdena uppströms in blir den ackumulerade arean 80,8 kvadratkilometer. Torvsjöån som avvattnar avrinningsområdet har biflödesordning 2, vilket innebär att vattnet flödar genom totalt 2 vattendrag innan det når havet efter 243 kilometer. Avrinningsområdet består mestadels av skog (62 procent) och sankmarker (10 procent). Avrinningsområdet har 1,89 kvadratkilometer vattenytor vilket ger det en sjöprocent på 14 procent.